# Brenelle
Brenelle település Franciaországban, Aisne megyében. Lakosainak száma 194 fő (2022. január 1.). Brenelle Braine, Chassemy, Courcelles-sur-Vesle, Cys-la-Commune és Presles-et-Boves községekkel határos.

## Népesség
A település népességének változása:
| Lakosok száma | 204  | 189  | 184  | 181  | 196  | 197  | 195  | 196  | 196  | 194  |
|               | 1968 | 1982 | 1990 | 2006 | 2013 | 2015 | 2017 | 2019 | 2020 | 2022 |